# Jim Horn
James Ronald "Jim" Horn (Los Angeles, 20 november 1940) is een Amerikaans saxofonist en fluitist, maar speelt ook andere houtblaasinstrumenten. Samen met Bobby Keys en Jim Price was hij de meest gevraagde blazerssectie in de jaren ’70.
Zijn eerste muziekinstrument was de piano, hij werd gestimuleerd door zijn moeder. Ondertussen luisterde Jim Horn naar de radio en hoorde daarbij de saxofoonsolo's op rock-'n-roll-plaatjes en stapte over. Hij probeerde in de voetstappen van King Curtis (met wie hij later samen speelde), Plas Johnson, Hank Crawford en Clifford Scott te treden. Vervolgens leerde hij het notenschrift en dat was een voordeel bij het spelen in de geluidsstudio. Het beheersen van het notenschrift komt goed uit als hij moet spelen bij Mancini (basfluit), The Carpenters (hobo en althobo in 1970) en Neil Diamond. Als begin van zijn muzikale loopbaan wordt vaak aangeduid 1959, toen hij Steve Douglas moest vervangen bij Duane Eddy, hij verliet er de highschool voor. Hij verbleef vijf jaar bij Eddy, zowel in de studio als onderweg. Eerst in Phoenix (Arizona) en daarna Los Angeles. Vervolgens maakte hij kennis met Ben Barrett, die hem weer in de gelegenheid stelde te spelen bij Henry Mancini.
Zijn faam steeg toen hij met Canned Heat het nummer Going up the country opnam. Er werd flink gedubd en zo ontstond een vrij luide fluitpassage in dat nummer. Hij speelde ook mee met wat sommigen hét Beach Boys-album noemen: Pet Sounds. Ook op Good Vibrations was Jim Horn aanwezig. De muziekproducent Hal Blaine was belangrijk voor het onderbrengen van Jim Horn, maar ook speelde Jim Horn veel bij muziek geproduceerd door Phil Spector.
Hij werd vervolgens ingeschakeld door Ike & Tina Turner, The Who, The Rolling Stones, Frank Sinatra, George Harrison (Concert for Bangladesh) en John Denver. Op een gegeven moment verliet Jim Horn Los Angeles weer, hij vertrok naar Nashville (Tennessee) (eind jaren '70). Hij ging spelen voor Don Williams. Jim Horn speelde saxofoon op Angel of Harlem van U2. In de 1990-1999 bevond Jim Horn zich in de countryhoek met bijdragen aan albums van Garth Brooks en Wynonna. In de eerste jaren van de 21e eeuw is Jim Horn te vinden in de band rondom Kenny Chesney.
Een eigenaardigheidje van hem is dat hij speelde op soloalbums van alle vier The Beatles-leden. John Lennon, Paul McCartney, George Harrison en Ringo Starr vroegen hem alle vier.

## Discografie
Zijn discografie overstijgt waarschijnlijk die van andere musici. Hij bracht weliswaar een aantal albums uit onder eigen naam (onder andere een eerbetoon aan John Denver), maar zijn medewerking aan andermans albums was veel belangrijker. Het eerste was Twang’s the Thang van Duane Eddy. Andere belangrijke muziekalbums waren Pet Sounds van Beach Boys, Close to You van The Carpenters, Goats Head Soup van The Rolling Stones,Silk degrees van Boz Scaggs, Royal scam van Steely Dan, Songs in the Key of Life van Stevie Wonder, Toto van die band, Full Moon van Larsen-Feiten Band, The Traveling Wilburys-albums en In Pieces van Garth Brooks.
Enige eigen albums waren:
- 1972: Throught the eyes of a horn
- 1988: Neon nights
- 2001: Christmas with Jim Horn

- Gemeinsame Normdatei: 134410785
- International Standard Name Identifier: 0000 0001 0916 7534
- Library of Congress Control Number: n92029849
- MusicBrainz: 83e68a19-af0e-4a14-96ec-734b68616965
- Nationale Bibliotheek van Tsjechië: xx0131286
- Nationale Bibliotheek van Israël: 987007412695305171
- Nederlandse Thesaurus van Auteursnamen: 314360441
- SNAC: w6513ww8
- Virtual International Authority File: 75504791
- WorldCat: E39PBJtrQBrm4CvYBHrM9Q4cyd